# Късокраки гущери
Късокраките гущери, известни още като змиеоки сцинкове (Ablepharus), са род гущери от семейство Сцинкови (Scincidae). В България се среща един вид - късокрак гущер (Ablepharus kitaibelii).

## Видове
- Ablepharus bivittatus
- Ablepharus chernovi
- Ablepharus darvazi
- Ablepharus deserti
- Ablepharus grayanus
- Ablepharus kitaibelii – Късокрак гущер
- Ablepharus pannonicus